# Northwest Koochiching, Minnesota
Xã Northwest Koochiching (tiếng Anh: Northwest Koochiching Township) là một xã thuộc quận Koochiching, tiểu bang Minnesota, Hoa Kỳ. Năm 2010, dân số của xã này là 463 người.